# 李峘
李 峘（り かん、? - 763年）は、唐の宗室。趙国公。

## 経歴
呉王李恪の曽孫にあたる。李恪の三男の呉王李琨が信安郡王李禕を生み、李禕が李峘・李嶧・李峴の三子を生んだ。李峘は天宝年間に南宮郎となり、諸曹のつかさを歴任すること十数年に及んだ。父の喪に服して、哀毀すること礼にかなっていた。喪が明けると、郡王子の例により趙国公に封じられた。楊国忠が政権を握ると、郎官で自分につかない者を全て外任に出したので、李峘は考功郎中から睢陽郡太守に出された。天宝14載（755年）、長安に入った。天宝15載（756年）、安禄山の反乱軍が長安に迫り、玄宗が蜀に避難すると、李峘は行在に赴き、兵部侍郎に任じられ、御史大夫を兼ねた。まもなく蜀郡太守・剣南採訪使に任じられた。至徳2載（757年）、太上皇となった玄宗が成都府にあり、健児の郭千仞が反乱を起こすと、玄宗は玄英楼で招諭したが、郭千仞は従わなかった。李峘は六軍兵馬使の陳玄礼らとともにこれを鎮圧し、功により金紫光禄大夫の位を加えられた。玄宗に従って長安に帰り、戸部尚書となった。
乾元元年（758年）、御史大夫を兼ね、持節・都統淮南江南江西節度宣慰観察処置等使をつとめた。乾元2年（759年）、宋州刺史の劉展が河南で兵権を握り、異心を抱いていたが、公式に淮南節度使に任じられた。しかし李峘は密詔を受けて揚州長史の鄧景山とともに劉展を討つこととなった。劉展の軍は強力で、淮水を渡って押し寄せてきた。李峘は鄧景山とともに寿州でこれを阻んだが、劉展に敗れた。李峘は逃走して長江を渡り、潤州を守った。罪に問われて袁州司馬に左遷された。宝応2年（763年）、袁州で病没した。揚州大都督の位を追贈された。

## 伝記資料
- 『旧唐書』巻112 列伝第62
- 『新唐書』巻80 列伝第5